# Квентн (Пенсилванија)
Квентн (енгл. Quentin) насељено је место без административног статуса у америчкој савезној држави Пенсилванија.

## Демографија
По попису из 2010. године број становника је 594, што је 65 (12,3%) становника више него 2000. године.
| Група             | 2000.       | 2010.       |
| Белци             | 516 (97,5%) | 560 (94,3%) |
| Афроамериканци    | 2 (0,4%)    | 1 (0,2%)    |
| Азијати           | 2 (0,4%)    | 3 (0,5%)    |
| Хиспаноамериканци | 5 (0,9%)    | 15 (2,5%)   |
| Укупно            | 529         | 594         |